# 大韓民国憲法前文
大韓民国憲法前文（だいかんみんこくけんぽうぜんぶん、韓: 대한민국 헌법 전문）は、大韓民国憲法の前文。大韓民国憲法の成立経緯と理念が表明されている。

## 解説
前文は長い一文によって構成されている。内容別に分けると、以下のように概ね4つに分割できる。
1. 悠久な歴史と伝統に輝く我々大韓国民は、3・1運動で建立された大韓民国臨時政府の法統と、不義に抗拒した4・19民主理念を継承し、祖国の民主改革と平和的統一の使命に立脚して、正義・人道と同胞愛で民族の団結を強固にし、
2. 全ての社会的弊習と不義を打破し、自律と調和を土台に自由民主的基本秩序をより確固にし、政治・経済・社会・文化のすべての領域において各人の機会を均等にし、能力を最高度に発揮してもらい、自由と権利に拠る責任と義務を完遂するようにし、
3. (国)内では国民生活の均等な向上を期し、外(交)では恒久的な世界平和と人類共栄に貢献することで我々と我々の子孫の安全と自由と幸福を永遠に確保することを確認しつつ、
4. 1948年7月12日に制定され8次にわたり改正された憲法を再度国会の議決を経って国民投票によって改正する。

まず「成立経緯」と「集団の性格」が述べられ(1)、続いて「近代国家としての理念・基調」が述べられ(2)、次に「内政・外交の方向性」が述べられ(3)、最後に「手続き」の文言で締められる。